# 선괴불주머니
선괴불주머니는 현호색과의 여러해살이풀이다.

## 생태
숲 속 그늘진 습지에서 자란다. 줄기는 분백색을 띠며 가지가 많이 갈라지며 선다. 꽃은 7~9월에 총상꽃차례에 달려 피고 노란색이며 붉은 점이 있다. 꽃턱잎은 달걀 모양이며 가장자리가 밋밋하다. 뒤쪽에 꿀주머니가 있는데 끝으로 갈수록 가늘어진다. 잎은 어긋나며 2~3회 3출엽이다. 잎자루에 날개가 있고 가장자리는 밋밋하다. 열매는 꼬투리처럼 생긴 삭과로 한 줄에 매달린다. 익으면 검은 씨가 튀어 나온다.

## 사진

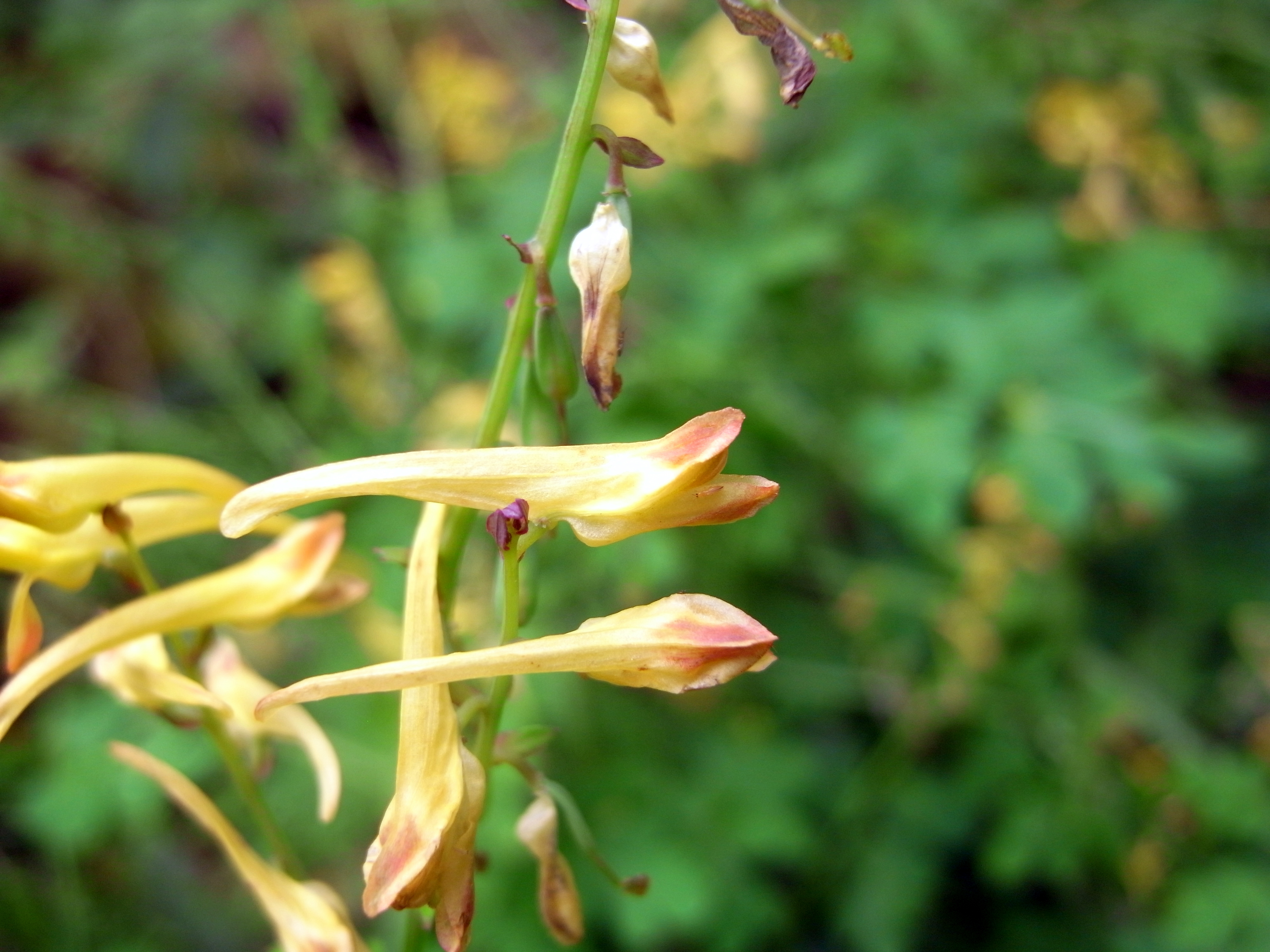
꽃
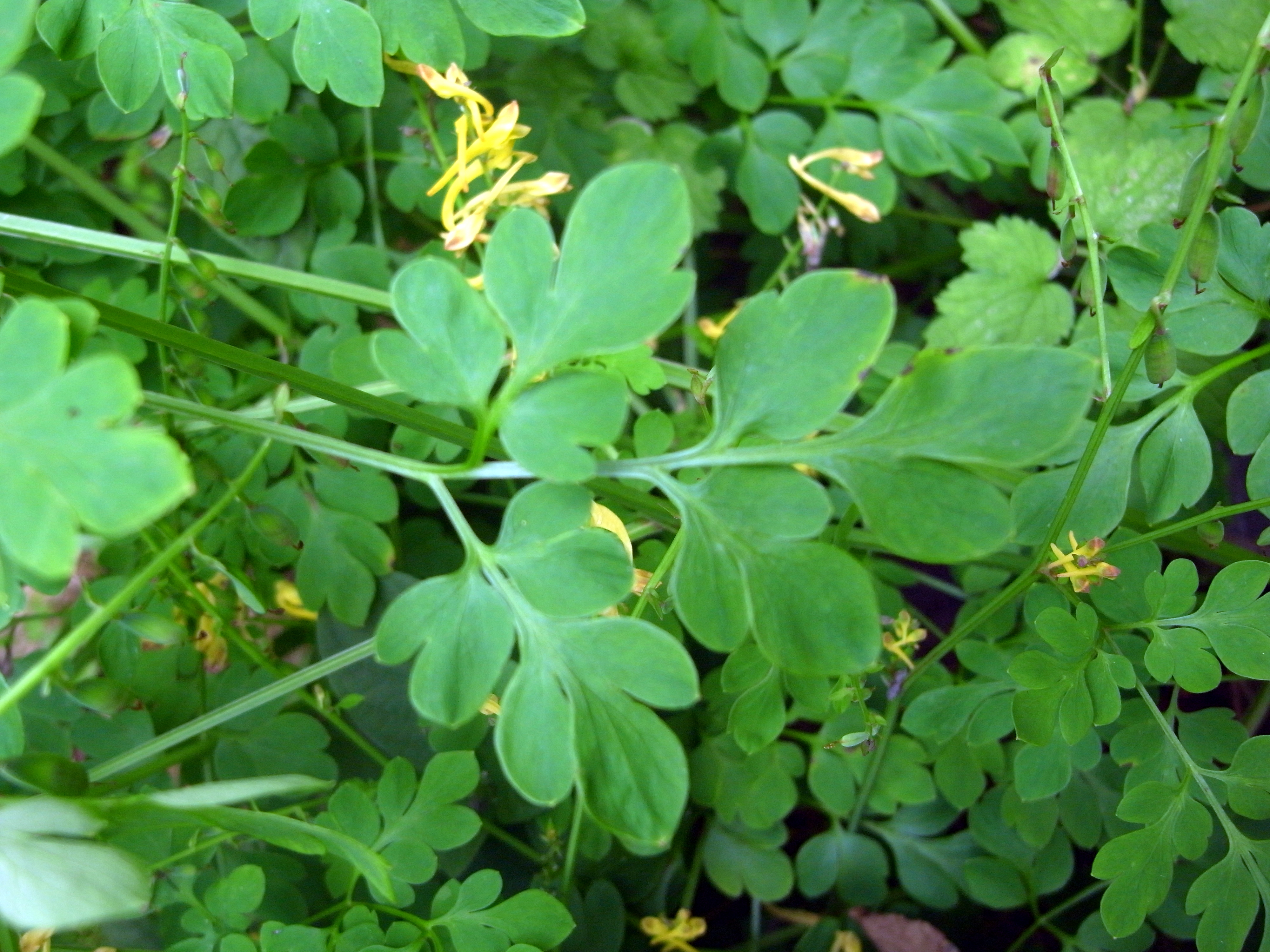
잎
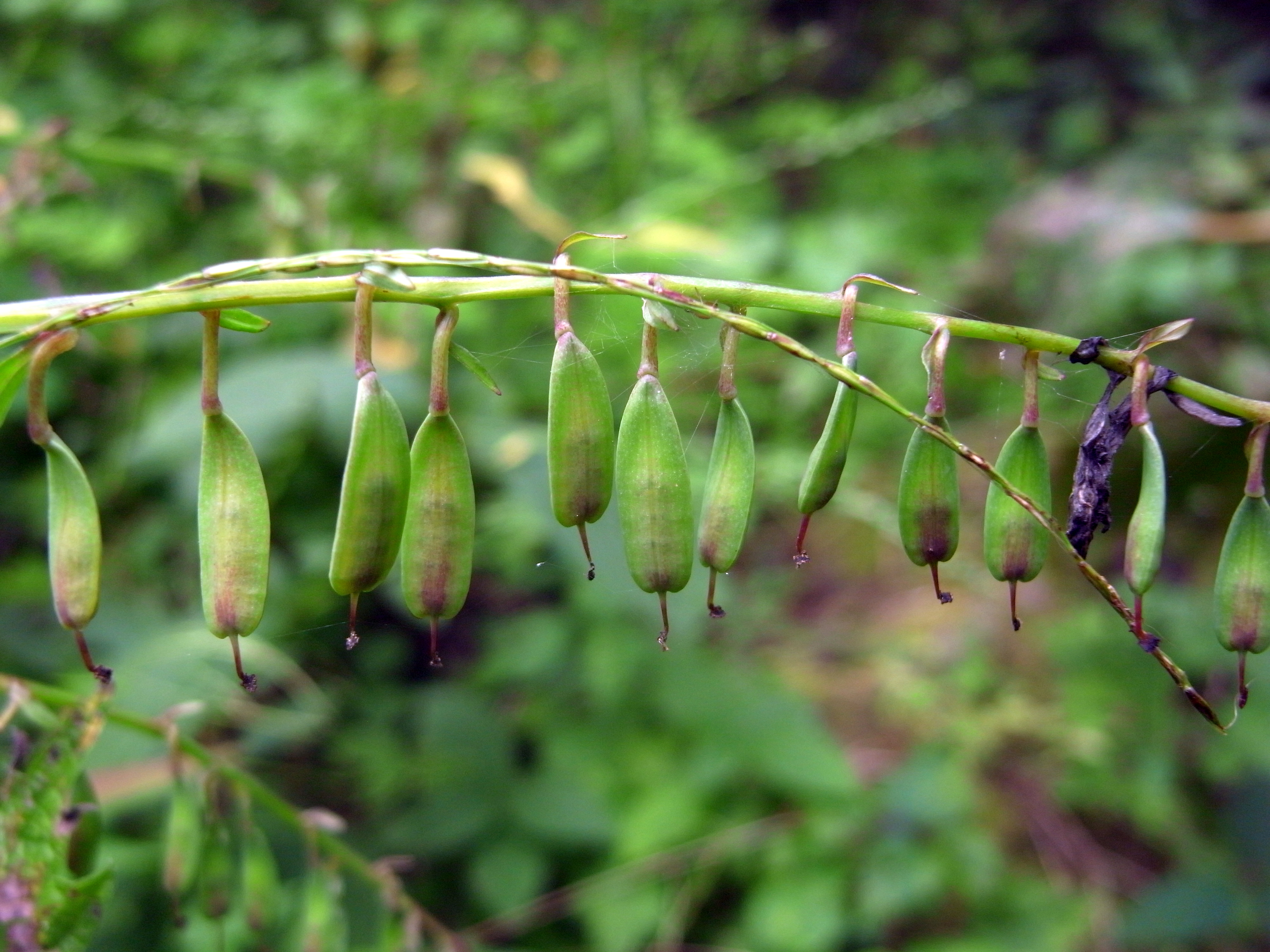
열매

## 참고 문헌
- 풀베개 보관됨 2015-12-10 - 웨이백 머신
- 이동혁 (2007). 《오감으로 찾는 우리 풀꽃》. 도서출판 이비컴. ISBN 978-89-89484-57-8.